# Howard Bloom
Howard Bloom, ameriški pisec, publicist in intelektualec, * 25. junij 1943, Buffalo, New York, Združene države Amerike.

## Življenjepis
Howard Bloom se je rodil 25. junija 1943 v judovski družini v Buffalu, New York. V mladosti se je zanimal za kozmologijo in mikrobiologijo. Po študiju na Univerzi v New Yorku je opustil znanstveno udejstvovanje in se posvetil publicistiki. 1981 je znova začel razvijati svoje znanstvene ideje, ki jih je izdal v svoji zbirki knjig.

## Delo

### Uredništvo in publicistika
1976 je Bloom ustanovil The Howard Bloom Organization, Ltd., ki je postalo največje podjetje za odnose z javnostjo v glasbeni industriji. Delal je z mnogimi pomembnimi glasbeniki, med drugim z Michaelom Jacksonom, Princeom, ZZ Top, The Jackson 5, Kiss, Queen, Earth, Wind & Fire, Billyjem Joelom, Bobom Marleyem, AC/DC in Simon & Garfunkel.
Howard Bloom redno piše prispevke za revije, kot so Cosmopolitan.

### Znanost
V mladosti je Howard Bloom sodeloval pri raziskavah na Inštitutu za raziskovanje raka Roswell Park Memorial in na Rutgers University Graduate School of Education.
Je ustanovitelj in član več znanstvenih organizacij in občasni predavatelj na Univerzi v New Yorku.
Od 1995 do 2012 je Howard Bloom izdal knjige The Lucifer Principle, Global Brain, Genius of the Beast in The God Problem. V njih je predstavil svojevrsten pogled na družbo (predvsem s poudarjanjem skupinske selekcije) in delovanje vesolja.